# Switch – TV gnadenlos parodiert
Switch – TV gnadenlos parodiert! war eine Comedy-Show, die erstmals 1997 ausgestrahlt und seitdem mehrfach wiederholt wurde. Vorbild von Switch war die australische Serie Fast Forward. Produziert wurden insgesamt vier Staffeln von visuelle, einer Tochterfirma der Münchner G.A.T. Film- und Fernsehproduktion GmbH & Co. KG im Auftrag von ProSieben. Die Serie entstand in den CBC Studios in Köln-Ossendorf sowie in Köln und Umgebung. Regie führten Sven Unterwaldt jr., Holger Schmidt und Christoph Schnee. Nach einer Pause ab dem Jahr 2000 wurde die Sendung ab 2007 unter dem Namen Switch reloaded neu aufgelegt.

## Darsteller
Die Originalbesetzung der ersten beiden Staffeln bestand aus Petra Nadolny, Susanne Pätzold, Mona Sharma, Michael Müller, Peter Nottmeier und Bernhard Hoëcker.
Mona Sharma verließ Switch nach der zweiten Staffel. In der dritten Staffel stießen Michael Kessler und Bettina Lamprecht zur Truppe. Zur vierten Staffel verließ Susanne Pätzold das Team von Switch und wurde durch Annette Frier ersetzt.
Die Darsteller spielten in diversen Sketchen basierend auf unterschiedlichen Fernsehformaten bekannte Schauspieler, Musiker, Moderatoren und Politiker.

## Konzept
In Switch sind die meisten Sketche meist sehr detailgetreue Parodien tatsächlicher Fernsehsendungen. Switch zeichnet sich gegenüber anderen Comedy-Sendungen durch eine hohe Gagdichte und ein schnelles Tempo aus. Die einzelnen Sketche werden in der Sendung so aneinandergefügt, als würde sich jemand mit der Fernbedienung durch die Fernsehkanäle „switchen“ (= schnell umschalten, auch als „zappen“ bekannt). Diese Umschaltvorgänge werden durch ein kurzes „Schneegestöber“ auf dem Bildschirm und ein „Umschaltgeräusch“ verdeutlicht. Dabei wird fast jeder Sketch durch einen anderen Sketch unterbrochen, um dann wieder auf ihn zurückzukommen. Dabei wird auch die vergangene Zeit beachtet, der Sketch setzt meist inhaltlich in Echtzeit einige Minuten später wieder an.

## Parodien
Bekannte und wiederkehrende Parodien waren u. a.:
| Akte X                                         | Staffel 2/3   | (Müller als Fox Mulder/David Duchovny und Pätzold als Dana Scully/Gillian Anderson) |
| alfredissimo!                                  | Staffel 2–4   | (Nottmeier als Alfred Biolek) |
| Alle und Wir                                   | Staffel 1     | (Parodie auf zahlreiche Soap-Sendungen wie Gute Zeiten, schlechte Zeiten oder Marienhof, Müller als Tim, Nottmeier als Tom, Hoëcker als Jim, Sharma als Lolita, Pätzold als Lale und Nadolny als Lola) |
| Andreas Türck                                  | Staffel 3     | (Kessler als Andreas Türck) |
| Arabella                                       | Staffel 1/2   | (Sharma als Arabella Kiesbauer) |
| Bärbel Schäfer                                 | Staffel 1–3   | (Pätzold als Bärbel Schäfer) |
| Brisant                                        | Staffel 4     | (Kessler als Axel Bulthaupt) |
| Columbo                                        | Staffel 2     | (Nottmeier als Inspektor Columbo/Peter Falk) |
| das aktuelle sportstudio                       | Staffel 2–4   | (Müller als Michael Steinbrecher) |
| Das Literarische Quartett                      | Staffel 1/2   | (Nottmeier als Marcel Reich-Ranicki, Müller als Hellmuth Karasek, Nadolny als Sigrid Löffler) |
| Deutsche Welle Polen                           | Staffel 1/2   | (Sharma als Ansagerin Heidi Pršblybzçka) |
| Die Eligmanns                                  | Staffel 3     | (Pätzold als Barbara Eligmann, Nottmeier als Bernd Eligmann, Müller als Berthold Eligmann, Nadolny als Beate Eligmann, Hoëcker als Baby Eligmann)                                                      |
| Domian                                         | Staffel 1/3/4 | (Nottmeier als Jürgen Domian) |
| Dr. Stefan Frank                               | Staffel 2/4   | (Müller als Dr. Stefan Frank) |
| Emergency Room – Die Notaufnahme               | Staffel 3/4   | (u. a. Müller als Dr. Douglas Ross/George Clooney) |
| Explosiv                                       | Staffel 1–4   | (Pätzold, später Frier als Barbara Eligmann, Begrüßung: „Hier ist Barbara Eligmann, mein Name ist Explosiv. Guten Abend.“)                                                                             |
| Extra                                          | Staffel 1–4   | (Sharma, später Nadolny als Birgit Schrowange) |
| Fliege                                         | Staffel 1/2   | (Nottmeier als Jürgen Fliege) |
| Flipper                                        | Staffel 1/2/4 | (Hoëcker als Bud, Müller als Porter) |
| Frontal                                        | Staffel 2–4   | (Hoëcker als Bodo H. Hauser, Müller als Ulrich Kienzle, Beginn jeder Parodie: „Noch Fragen Kienzle?“ „Ja, Hauser.“)                                                                                    |
| Geld oder Liebe                                | Staffel 2/3   | (Hoëcker als Jürgen von der Lippe) |
| Hans Meiser                                    | Staffel 2     | (Müller als Hans Meiser) |
| Herzblatt                                      | Staffel 2     | (Pätzold als Hera Lind) |
| Hitlers Helfer                                 | Staffel 3/4   | (Parodie auf Sendungen ähnlichen Namens von ZDF-Historiker Guido Knopp, Kessler als Adolf Hitler) |
| Ilona Christen                                 | Staffel 1/2   | (Nadolny als Ilona Christen) |
| VIVA-Interaktiv                                | Staffel 1/2/4 | (Sharma als Mi Lei Long Di Do Di Delü, Anspielung auf Minh-Khai Phan-Thi, später Hoëcker als Mola Adebisi)                                                                                             |
| Jeder gegen Jeden                              | Staffel 1/3   | (Nottmeier als Hans-Hermann Gockel) |
| Jeopardy                                       | Staffel 1–4   | (Müller als Frank Elstner) |
| Junge Christen                                 | Staffel 1–3   | (Pätzold, Sharma und Nottmeier als naive Hanni, Nanni und Manni, später mit Lamprecht als Danni, einmal Nadolny als Fanni)                                                                             |
| Kerner                                         | Staffel 2–4   | (erst Nottmeier, später Müller als Johannes B. Kerner) |
| Leute heute                                    | Staffel 4     | (Lamprecht als Nina Ruge) |
| Musikantenstadl                                | Staffel 2/3   | (Müller als Karl Moik) |
| Naddels Welt                                   | Staffel 3     | (fiktive Musiksendung, Lamprecht als Naddel, Hoëcker als Dieter Bohlen) |
| Nelly van Sale Homeshow                        | Staffel 1/2/4 | (Parodie auf schlecht synchronisierte, amerikanische Werbeverkaufsshows) (Sharma als Nelly van Sale, später Nadolny als Kelly van Sale, Nottmeier als Mr. Snoot)                                       |
| Peep!                                          | Staffel 1/2   | (Pätzold als Verona Feldbusch) |
| Polizeiobst Melanie                            | Staffel 1     | (Parodie auf Kommissar Rex, Müller als Polizist Moser, die Melone Melanie wird von keinem Darsteller gesprochen oder gespielt)                                                                         |
| Quincy                                         | Staffel 2/4   | (Hoëcker als Dr. Quincy/Jack Klugman) |
| ran                                            | Staffel 2/4   | (anfangs Müller als Reinhold Beckmann, später Hoëcker als Jörg Wontorra) |
| Raumschiff Enterprise: Das nächste Jahrhundert | Staffel 2/4   | (Nottmeier als Captain Picard, Müller als Commander William Riker, Nadolny als Lt. Commander Data, Hoëcker als Commander Worf)                                                                         |
| RTL Aktuell                                    | Staffel 3/4   | (Kessler als Peter Kloeppel und Lamprecht als Ulrike von der Groeben und Antonia Rados) |
| RTL Punkt 12                                   | Staffel 3/4   | (Pätzold, später Frier als Katja Burkard) |
| RTL Nachtjournal                               | Staffel 2/4   | (Hoëcker als angestaubter Heiner Bremer) |
| Ruck Zuck                                      | Staffel 2/4   | (Nottmeier als Jochen Bendel) |
| Showpalast                                     | Staffel 3/4   | (Nottmeier als Dieter Thomas Heck) |
| Stern TV                                       | Staffel 2/3   | (Nottmeier als Günther Jauch) |
| Taff                                           | Staffel 2–4   | (Sharma, später Lamprecht als Britta Sander) |
| Tagesthemen                                    | Staffel 1–4   | (Müller als Ulrich Wickert, später auch Lamprecht als Gabi Bauer) |
| Traumhochzeit                                  | Staffel 1/3/4 | (Pätzold, später Frier als Linda de Mol) |
| TRT-Früştük                                    | Staffel 4     | (Lamprecht als Moderatorin Bülbül Hekmek) |
| Vera am Mittag                                 | Staffel 4     | (Frier als Vera Int-Veen) |
| Wa(h)re Liebe                                  | Staffel 1/2   | (Hoëcker als Lilo Wanders) |
| Was bin ich?                                   | Staffel 1/4   | (Hoëcker als Robert Lembke) |
| Wetten, dass..?                                | Staffel 2–4   | (Hoëcker als Thomas Gottschalk) |
| Winnetou                                       | Staffel 1–3   | (Müller als Winnetou, Nottmeier als Old Shatterhand) |
| ZDF-Hitparade                                  | Staffel 1/2   | (Nottmeier als Dieter Thomas Heck) |

Außerdem wurden bekannte Musikvideos und deren Interpreten mit verändertem Text gezeigt. Den Schluss der Sendung markierte ein immer neu variierter „Gute Nacht, John-Boy“-Dialog, eine Parodie auf die Waltons.

## Fakten, Fakten, Fakten
Die „Redaktion, die Themen recherchiert, die wirklich von Bedeutung sind“ spielt hauptsächlich Gesellschaftsspiele wie beispielsweise Kofferpacken oder Prominentenraten. Die Rubrik wurde von dem TV-Autor und Schriftsteller Laabs Kowalski erfunden. Alle Switch-Darsteller spielten sich bei Fakten, Fakten, Fakten selbst.
Aus diesen Sketchen stammen der Ausspruch „Hoëcker, Sie sind raus!“ und seine Erwiderung „Wieso das denn?“ Dabei gibt Hoëcker immer völlig falsche bzw. skurrile Antworten, weswegen er ständig ausscheiden muss. Es existiert auch ein Soloprogramm von Hoëcker, das Hoëcker, Sie sind raus! heißt.
Ein weiterer Running-Gag liegt darin, dass Hoëcker etwas sagt, woraufhin Sharma mit einem Satz reagiert. Hoëcker versteht das akustisch nicht und versteht es dann, wenn Pätzold ihm denselben Satz wiederholt mit der Zugabe „Was Frau Sharma Ihnen damit sagen wollte, war: ...“.

## Fakten-TV
Zu Beginn der 4. Staffel gab es eine geänderte Variante von Fakten, Fakten, Fakten namens Fakten-TV. Müller und Frier waren die Moderatoren, alle anderen waren Reporter, die „Große Fragen der Menschheit“ beantworten sollten. Nottmeier und Nadolny waren an wechselnden Orten, Kessler und Lamprecht waren zusammen in einer Fußgängerzone und stritten sich. Auch hier hieß es oft: „Hoëcker, Sie sind raus!“ und „Ja, wieso das denn?“. Hoëcker, der sich in der Nähe einer Universität befand, gab auch hier ständig falsche Antworten. Fakten-TV fand keinen Anklang, sodass es nach wenigen Folgen wieder durch Fakten, Fakten, Fakten ersetzt wurde.

## Staffel/CD/DVD-Übersicht
- 1. Staffel: 15 Folgen (+ 2 Best-of)
- 2. Staffel: 15 Folgen (+ 4 Best-of, + 1 Silvester-Special)
- 3. Staffel: 13 Folgen (+ 2 Best-of)
- 4. Staffel: 16 Folgen (+ 3 Best-of)
- CD: Vol. 1: 15. Januar 1999
- CD: Vol. 2: 25. Oktober 1999
- DVD: 1. Staffel: 21. Mai 2007
- DVD: 2. Staffel: 30. Juli 2007
- DVD: 3. Staffel: 24. September 2007
- DVD: 4. Staffel: 4. Februar 2008
- DVD: Switch-Megabox: November 2014

## Besonderheiten
- Eine von den 15 regulären Folgen der ersten Staffel wurde bei der DVD-Veröffentlichung nicht berücksichtigt.
- Eine der vier Best-of-Folgen der zweiten Staffel lief unter dem Titel „Switch – Heroes“ und enthielt auch Sketche aus der ersten Staffel.
- In dem Silvester-Special „Switch – Die Mutter aller Jahresrückblicke“ wurden u. a. Jahresrückblicke wie „Menschen 1998“ (ZDF) und „Menschen, Bilder, Emotionen“ (RTL) parodiert. Dies diente als Rahmen, um Sketche aus den bisherigen Folgen der zweiten Staffel erneut zu verwerten.
- Viele der dargestellten TV-Studios wurden mithilfe von Bluescreen-Technik realisiert.
- Die Nelly van Sale Homeshow und Fakten, Fakten, Fakten hatten seit Staffel 2 ein leicht verändertes Studio.
- Mola Adebisi (gespielt von Hoëcker) wurde in einem Musikvideo Mullah Adebesibisibusioderso genannt, wo er den Song "Bitch" von Meredith Brooks parodierte.
- Heiner Lauterbach wurde bei Switch von zwei Darstellern parodiert. In der Sendung Peep! wurde er von Hoëcker und bei Wetten, dass..? wurde er von Nottmeier parodiert.
- Gegen einen Sketch, in dem Heiner Lauterbach der Konsum von Kokain unterstellt wurde, was er zur damaligen Zeit noch bestritt, erwirkte dieser ein Verbot der erneuten Ausstrahlung.
- Ebenfalls mit einem Ausstrahlungs- und Veröffentlichungsverbot belegt wurde eine Songparodie mit dem Titel „Verdamp long hair“. BAP, auf deren Lied „Verdamp lang her“ die Parodie anspielt, wurden in dem Video mit überlangen Haaren gezeigt und ließen den Sketch daraufhin mit der Begründung, dass der Text ohne Genehmigung des Verlages verändert worden sei, verbieten.[1]
- In Staffel 4 parodierte sich Annette Frier in der Sendung Hinter Gittern – Der Frauenknast selber.
- Eine Folge von Fakten, Fakten, Fakten aus Staffel 2 spielte im Mittelalter und wurde Geschehnisse, Geschehnisse, Geschehnisse genannt. Wer rausflog, musste auf den Scheiterhaufen gehen. Auch hier gab Hoëcker falsche Antworten und es hieß statt "Hoëcker, Sie sind raus!" – "Wieso das denn?": "Hoëcker, Ihr seid aus dem Kreise ausgeschlossen!" "Allein wes Grundes?".
- Für Staffel 3 und 4 wurde ein veränderter Vorspann sowie ein neues Logo verwendet.
- Michael Kessler parodierte einmal in Staffel 3 Falco unter dem Namen Falkoks. Auf YouTube rief das Musikvideo viele Beschwerden hervor.
- Eine Parodie der Tagesthemen aus Staffel 4 wurde Zärtliche Tagesthemen genannt, statt Ulrich Wickert (Müller) übernahm Eva Herman (Frier) die Moderation.
- Vom 25. März 2011 bis 2. Oktober 2011 zeigte Comedy Central Deutschland die Serie.
- Auf den DVDs zur ersten Staffel sind ein reguläres Best-of sowie eine weitere "Sex & Crime" genannte Best-of-Folge enthalten.
- Die Best-of-Folge „Heroes“ und das Special „Die Mutter aller Jahresrückblicke“ sind der DVD-Box zur zweiten Staffel als Bonus-Feature beigefügt worden.
- Die Best-of-Folgen der dritten und vierten Staffel sind auf den DVDs nicht vorhanden.
- In der zweiten Staffel wurde am Ende einiger Folgen bereits zu Beginn des Abspanns ausgeblendet. Auch auf das Walton-Outro wurde oft verzichtet. Grund hierfür sind seitens ProSieben eingeblendete und im Off darüber gesprochene Programmhinweise. Eine frühere Schnittversion ohne diese Ansagen lag zum Veröffentlichungszeitpunkt vermutlich nicht mehr vor. In einer der auf DVD veröffentlichten Folgen sind diese Szenen noch enthalten, zudem wurde ein Verweis auf die damalige Teletextseite von Switch nicht wie in den übrigen Folgen schwarz retuschiert.
- Auf den DVDs sind auch Outtakes und die Interview-Dokumentation Switch revisited (Switch wiederbesucht) zu sehen.
- Außerdem ist unter dem Namen Switch – Komplett. In Farbe und Bunt eine Box aller vier Staffeln erhältlich.